# كلوديا ويليامز
كلوديا ويليامز (بالإنجليزية: Claudia Williams)‏ مواليد 29 فبراير 1996 في ويلينغتون، هي لاعبة كرة مضرب نيوزلندية وتحتل حالياً المرتبة 1183 (21 مارس 2016) في تصنيف رابطة محترفات كرة المضرب. أعلى تصنيف لها في الفردي كان 873. أعلى تصنيف لها في الزوجي كان 701.

## النهائيات

### الزوجي (1–2)
| الحصيلة | الرقم | التاريخ       | الدورة         | الأرضية | الشريك      | المنافس                     | النتيجة          |
| ------- | ----- | ------------- | -------------- | ------- | ----------- | --------------------------- | ---------------- |
| الوصافة | 1.    | 4 أغسطس 2014  | شرم الشيخ، مصر | صلبة    | هارييت دارت | فوجسلافا لوكيتش هاين أوجاتا | 4–6, 2–6         |
| الفوز   | 1.    | 18 أغسطس 2014 | شرم الشيخ، مصر | صلبة    | آبي مايرز   | بريت جوكنز جاسمين لادرنر    | 6–0, 4–6, [10–5] |

## روابط خارجية
- كلوديا ويليامز على موقع رابطة محترفات التنس (الإنجليزية)
- كلوديا ويليامز على موقع الاتحاد الدولي لكرة المضرب (الإنجليزية)
- كلوديا ويليامز على موقع خلاصة التنس.كوم (الإنجليزية)